# چاه نفت دریک

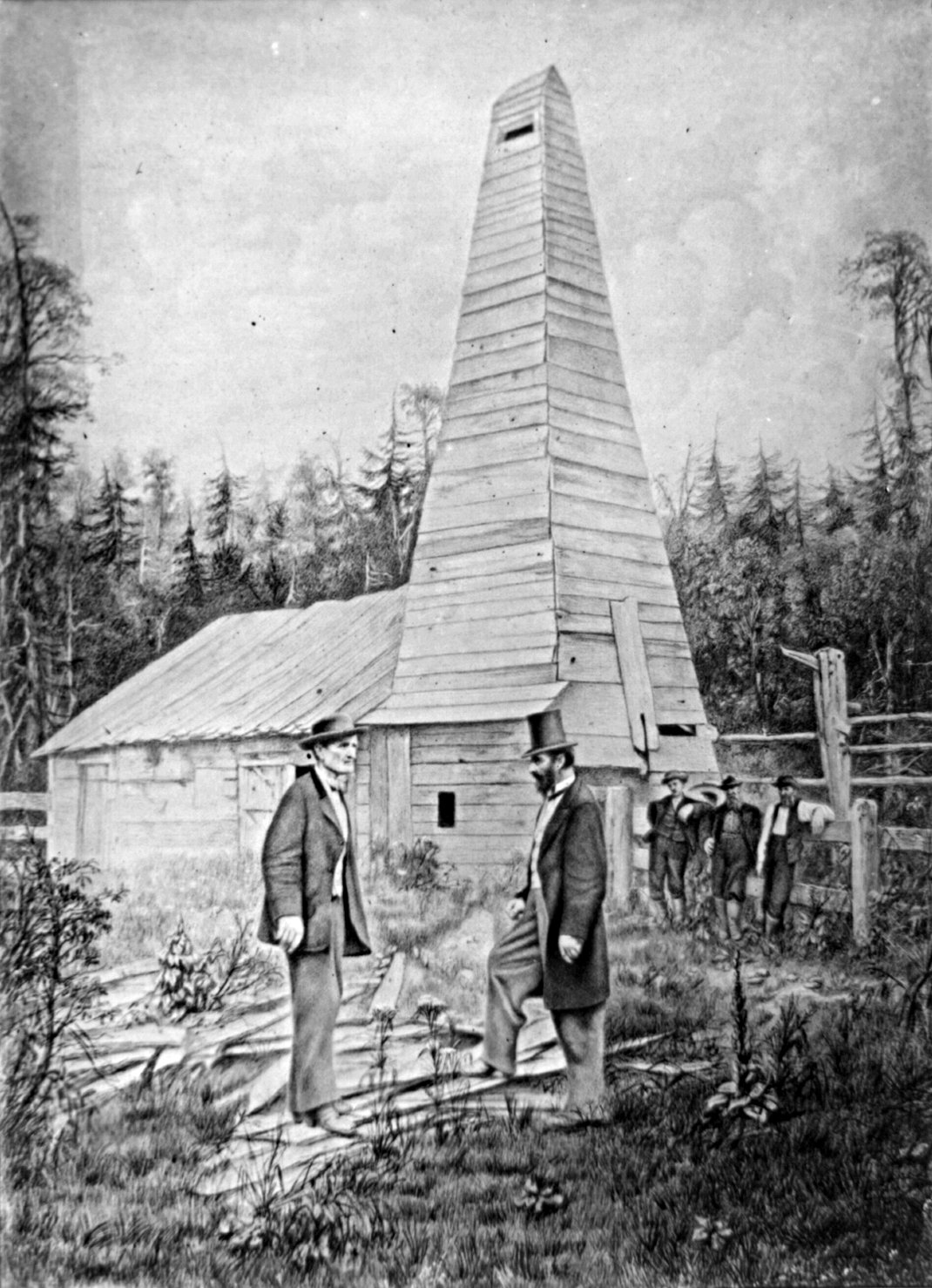
نقاشی متعلق به کتابخانه کنگره آمریکا که ادوین دریک (راست) را در مجاورت نخستین چاه نفت جهان به تصویر کشیده است.

چاه دریک یا مخزن دریک (به انگلیسی: Drake Well) اولین چاه نفت آمریکا و جهان بود که در سال ۱۸۵۹ توسط سرهنگ ادوین دریک (به انگلیسی: Edwin Drake) در جنوب محلی به نام تیتوس‌ویل، پنسیلوانیا حفر شد و به نفت رسید. امروزه در اطراف این چاه بنای موزه چاه نفت دریک ساخته شده که محل بازدید گردشگران است.